# 洛克波特 (紐約州鎮)
洛克波特（英語：Lockport）是一個位於美國紐約州尼亞加拉縣的鎮。

## 人口
根據2020年美國人口普查的數據，洛克波特的面積為116.28平方千米，當中陸地面積為116.14平方千米，而水域面積為0.13平方千米。當地共有人口20563人，而人口密度為每平方千米177人。